# Jichișu de Jos
Jichișu de Jos (veraltet Ghichișul de Jos, Jechișul de Jos; ungarisch Alsógyékényes, deutsch (alt) Unterrohrbach) ist eine Gemeinde im Kreis Cluj in der Region Siebenbürgen in Rumänien.